# Seven Anniversaries
Seven Anniversaries è una raccolta di brevi brani per pianoforte del compositore americano Leonard Bernstein, scritti tra il 1942 e il 1943. È la prima parte di una serie di Anniversaries, seguita da Four Anniversaries (1948), Five Anniversaries (1949-51) e Thirteen Anniversaries (1988).

## Composizione
La prima serie di Anniversaries fu composta a Boston e New York tra il 1942 e l'autunno del 1943, all'incirca nel periodo in cui divenne famoso come assistente direttore della New York Philharmonic. Fu eseguita per la prima volta dal compositore alla WNYC Radio nel 1943. Il primo concerto ebbe luogo alla Boston Opera House, Massachusetts, il 14 maggio 1944. Come nel caso di tutti gli altri Anniversaries, Seven Anniversaries fu dedicato a molte persone diverse che hanno avuto un ruolo importante nella vita di Bernstein, anche se, in questo caso, la maggior parte dei dedicatari erano musicisti. Aaron Copland e Serge Koussevitzky sono stati due dei più importanti mentori di Bernstein; Natalie Koussevitzky, che era la seconda moglie di Serge, morì nel gennaio 1942; i compositori Paul Bowles e William Schuman erano entrambi suoi buoni amici. Alfred Eisner, uno dei coinquilini di Bernstein durante il suo ultimo anno ad Harvard, morì quando aveva 23 anni; infine, Shirley Bernstein era la più stretta confidente di Leonard. Seven Anniversaries è fu nel 1944 da M. Witmark & Sons.

## Struttura
Questa raccolta di sette pezzi ha una durata totale di circa sei minuti. La lista dei movimenti è la seguente:
- For Aaron Copland (14 novembre 1900). Allegretto semplice
- For My Sister, Shirley (3 ottobre 1923). Con moto
- In Memoriam: Alfred Eisner (4 gennaio 1941). Andante serioso, un poco rubato — Molto più mosso — Tempo I
- For Paul Bowles (31 dicembre 1910). Moderato, senza calore
- In Memoriam: Nathalie Koussevitzky (15 gennaio 1942). Lento non troppo[N 1]
- For Sergei Koussevitzky (26 luglio 1874). Adagio[N 2]
- For William Schuman (Il 4 agosto 1910). Agitato, non troppo presto[2]

Il quinto movimento contiene materiale che è stato utilizzato anche nel primo movimento della prima sinfonia di Bernstein, Jeremiah, composta nel 1942.

## Osservazioni
1. ↑  Il nome di Natalie Koussevitzky è scritto come "Nathalie" nello spartito originale
2. ↑  Il nome di Serge Koussevitzky è scritto come "Sergei" nello spartito originale